# Carl Johan Björklund (1862–1950)
Carl Johan Jansson Björklund, född 28 maj 1862 i Norra Råda församling, Värmlands län, död 6 augusti 1950 i Hagfors församling, Värmlands län, var en svensk folkmusiker. 

## Biografi
Carl Johan Björklund föddes 1862 i Norra Råda socken. Han var son till spelmannen Jan Carlsson "Jan Calsa" (1829–1892)) i Björkåsberg. Björklund började att spela dragspel vid 10 års ålder, men övergick snart till att spela fiol. Han lärde sig spel av sin far, som han fick sina melodier efter, samt andra spelmän i trakten. Han avled 1950 i Hagfors.

## Upptecknade låtar
Upptecknade låtar 1927, efter Carl Johan Björklund.
- Polska i C-dur, efter Jan Carlsson i Björkåsberg.[3]
- Polska i C-dur, efter Jan Carlsson i Björkåsberg.[3]
- Polska i C-dur, efter Jan Carlsson i Björkåsberg.[3]
- Polska i C-dur, efter Jan Carlsson i Björkåsberg.[3]
- Polska i C-dur, efter Jan Carlsson i Björkåsberg.[3]
- Polska i G-dur, efter Jan Carlsson i Björkåsberg.[3]
- Polska i G-dur, efter Jan Carlsson i Björkåsberg.[3]
- Polska i G-dur, efter Jan Carlsson i Björkåsberg.[3]
- Polska i G-dur, efter Jan Carlsson i Björkåsberg.[3]
- Polska i D-dur, efter Jan Carlsson i Björkåsberg.[3]
- Polska i D-dur, efter Jan Carlsson i Björkåsberg.[3]
- Polska i D-dur, efter Jan Carlsson i Björkåsberg.[3]
- Polska i D-dur, efter Jan Carlsson i Björkåsberg.[3]
- Polska i D-dur, efter Jan Carlsson i Björkåsberg.[3]
- Polska i D-dur, efter Jan Carlsson i Björkåsberg.[3]
- Polska "Bröstvärken" i A-dur, efter Jan Carlsson i Björkåsberg.[3]
- Polska i A-dur, efter Jan Carlsson i Björkåsberg.[3]
- Polska i A-dur, efter Jan Carlsson i Björkåsberg.[3]
- Polska i A-dur, efter Jan Carlsson i Björkåsberg.[3]
- Polska i A-dur, efter Jan Carlsson i Björkåsberg.[3]
- Polska i A-dur, efter Jan Carlsson i Björkåsberg.[3]
- Polska i F-dur, efter Jan Carlsson i Björkåsberg.[3]
- Polska i F-dur, efter Jan Carlsson i Björkåsberg.[3]
- Näckens polska i A-dur, efter Jan Carlsson i Björkåsberg.[3]
- Vals i C-dur, efter Jan Carlsson i Björkåsberg.[3]
- Vals i G-dur, efter Jan Carlsson i Björkåsberg.[3]
- Vals i G-dur, efter Jan Carlsson i Björkåsberg.[3]
- Vals i G-dur, efter Jan Carlsson i Björkåsberg.[3]
- Vals i D-dur, efter Jan Carlsson i Björkåsberg.[3]
- Vals i D-dur, efter Jan Carlsson i Björkåsberg.[3]
- Vals i D-dur, efter Jan Carlsson i Björkåsberg.[3]
- Vals i D-dur, efter Jan Carlsson i Björkåsberg.[3]
- Vals i D-dur, efter Jan Carlsson i Björkåsberg.[3]
- Vals i A-dur, efter Jan Carlsson i Björkåsberg.[3]
- Vals i A-dur, efter Jan Carlsson i Björkåsberg.[3]
- Vals i A-dur, efter Jan Carlsson i Björkåsberg.[3]
- Vals i A-dur, efter Jan Carlsson i Björkåsberg.[3]
- Vals i A-dur, efter Jan Carlsson i Björkåsberg.[3]
- Vals i F-dur, efter Jan Carlsson i Björkåsberg.[3]
- Vals i Bb-dur, efter Jan Carlsson i Björkåsberg.[3]
- Marsch i D-dur, efter Jan Carlsson i Björkåsberg.[3]
- Brudmarsch i C-dur, efter Jan Carlsson i Björkåsberg.[3]
- Bröllopsmarsch i G-dur, efter Jan Carlsson i Björkåsberg.[3]

- Polska i C-dur, efter Olof Jansson i Abborrängen.[3]
- Polska i C-dur, efter Olof Jansson i Abborrängen.[3]
- Polska i C-dur, efter Olof Jansson i Abborrängen.[3]
- Polska i G-dur, efter Olof Jansson i Abborrängen.[3]
- Polska i D-dur, efter Olof Jansson i Abborrängen.[3]
- Vals i C-dur, efter Olof Jansson i Abborrängen.[3]
- Vals i C-dur, efter Olof Jansson i Abborrängen.[3]
- Vals i C-dur, efter Olof Jansson i Abborrängen.[3]

- Polska i A-dur, efter Lisme Per.[3]
- Polska i A-dur, efter Lisme Per.[3]
- Polska i Bb-dur, efter Lisme Per.[3]
- Vals i D-dur, efter Lisme Per.[3]

- Polska i D-dur, efter Skåp Jan.[3]
- Vals i D-dur, efter Skåp Jan.[3]

- Polska i D-dur, efter Grönkvist i Hagfors bruk.[3]
- Vals i C-dur, efter Grönkvist i Hagfors bruk.[3]

- Visa i Bb-dur, efter Carl Ivar Linné.[3]

- Visa i Bb-dur, efter modern.[3]
- Visa i F-dur, efter modern.[3]

- Polska i D-dur, efter Åsgålingen i Åsegård.[3]
- Polska i D-dur, efter Åsgålingen i Åsegård.[3]
- Polska i A-dur, efter Åsgålingen i Åsegård.[3]

- Polska i D-dur, efter Per Olsson "Per i Sätra" i Delundssätra.[3]

- Polska i C-dur, efter Grundström.[3]

- Polska i F-dur, efter Johan Lind i Ekshärads socken.[3]

- Vals i C-dur, efter Sander vid Ullhyttan i Gustaf Adolfs socken.[3]

- Vals i G-dur, efter Jan Tyberg i Björkåsberg.[3]

- Vals i G-dur, efter Junker i Gustavsfors.[3]

- Vals i D-dur, efter Blind Olle i Östmark.[3]

- Vals i C-dur, efter Skinnare Per i Dalarna.[3]

- Polska i D-dur, efter Skräddar Karl.[3]

- Bröllopsmarsch i D-dur, efter Gustaf Byström i Risberg, Hagfors.[3]

- Vals i D-dur.[3]

- Polska i D-dur.[3]

Upptecknade 1927 låtar av Olof Andersson efter Carl Johan Björklund.
- Vallåt i C-dur, efter Jan Carlsson i Björkåsberg.[3]